# レスリー・ショウ
レスリー・モーティマー・ショウ（Leslie Mortimer Shaw, 1848年11月2日 - 1932年3月28日）は、アメリカ合衆国の実業家、弁護士、政治家。1898年から1902年までアイオワ州知事を、1902年から1907年までアメリカ合衆国財務長官を務めた。

## 生涯
1848年、ショウはバーモント州モリスタウンで生まれ、1869年にアイオワ州に移り住んだ。そして1874年にコーネル・カレッジを卒業し、1876年にアイオワ法科大学を卒業した。その後、アイオワ州デニソンで弁護士として独立開業し、果樹を売ることで事務費の一部をまかなった。
1870年代後半のアメリカでは貨幣の流通額が不足していたことから、ショウは1880年に銀行を設立し、担保付き融資の事業を始めた。1896年、大統領選挙の遊説でデニソンを訪れたウィリアム・ブライアンが銀の自由鋳造を主唱する演説を行ったことを受けて、ショウはこれに対立する緊縮財政を掲げた。ショウは経済問題に関する論客として注目され、1897年にアイオワ州知事に立候補し、当選した。ショウは1902年までアイオワ州知事を務め、財政の分野に関するショウの高度な専門知識が広く知られるようになった。
1900年にセオドア・ルーズベルト大統領が選挙の遊説でネブラスカ州を訪れたとき、ルーズベルトはショウと経済政策について談論した。ルーズベルトはショウが述べる通貨政策の明快さに感銘を受け、第2次ルーズベルト政権発足の数ヵ月後、ルーズベルトは財務長官にショウを指名した。
ショウは1902年から1907年まで財務長官を務め、ルーズベルトの右腕として活躍した。ショウは財務長官として1900年に導入された金本位制を支持する立場をとり、物価と金利を安定を目指した。そして前任のライマン・ゲイジの政策路線を継承し、財務省の資金を投入することで停滞する金融市場の再生を図った。
1907年、ショウは銀行家として活動するために財務長官を辞任し、ニューヨークやフィラデルフィアで事業活動を再開した。1908年の大統領選挙においてショウは共和党の大統領候補の1人として名前が挙げられたが、ショウは事業活動に力を注ぎたいという理由により、ウィリアム・タフトを支持した。
その後1913年に第一線を退き、ワシントンD.C.に居を構えて著作活動や講演に専念した。そして1932年、ショウはワシントンD.C.で死去した。ショウの遺体はアイオワ州デニソンのオークランド墓地に埋葬された。